# Джанкшен-Сіті (Іллінойс)
Джанкшен-Сіті (англ. Junction City) — селище (англ. village) в США, в окрузі Меріон штату Іллінойс. Населення — 527 осіб (2020).

## Географія
Джанкшен-Сіті розташований за координатами 38°34′33″ пн. ш. 89°7′33″ зх. д. / 38.57583° пн. ш. 89.12583° зх. д. (38.575817, -89.125824).  За даними Бюро перепису населення США в 2010 році селище мало площу 1,80 км², з яких 1,75 км² — суходіл та 0,05 км² — водойми.

## Демографія
Згідно з переписом 2010 року, у селищі мешкали 482 особи в 184 домогосподарствах у складі 127 родин. Густота населення становила 268 осіб/км².  Було 200 помешкань (111/км²).
Расовий склад населення:
| - 97,3 % — білих - 0,6 % — азіатів - 0,2 % — вихідців з тихоокеанських островів |

До двох чи більше рас належало 1,9 %. Частка іспаномовних становила 0,6 % від усіх жителів.
За віковим діапазоном населення розподілялося таким чином: 26,3 % — особи молодші 18 років, 62,9 % — особи у віці 18—64 років, 10,8 % — особи у віці 65 років та старші. Медіана віку мешканця становила 37,6 року. На 100 осіб жіночої статі у селищі припадало 96,7 чоловіків;  на 100 жінок у віці від 18 років та старших — 95,1 чоловіків також старших 18 років.
Середній дохід на одне домашнє господарство  становив 42 405 доларів США (медіана — 38 750), а середній дохід на одну сім'ю — 44 611 долар (медіана — 43 125). Медіана доходів становила 40 417 доларів для чоловіків та 24 063 долари для жінок. За межею бідності перебувало 24,0 % осіб, у тому числі 44,1 % дітей у віці до 18 років та 8,6 % осіб у віці 65 років та старших.
Цивільне працевлаштоване населення становило 200 осіб. Основні галузі зайнятості: виробництво — 25,0 %, освіта, охорона здоров'я та соціальна допомога — 25,0 %, транспорт — 11,0 %, мистецтво, розваги та відпочинок — 9,5 %.